# Pheidole distincta
Pheidole distincta är en myrart som beskrevs av Horace Donisthorpe 1943. Pheidole distincta ingår i släktet Pheidole och familjen myror. Inga underarter finns listade i Catalogue of Life.